# Bernardo Ottani
Bernardo Ottani, né à Bologne le 8 septembre 1736 et mort à Turin le 26 avril 1827, est un compositeur italien dont le frère, Gaetano Ottani, était ténor.

## Biographie
Bernardo Ottani fait ses premières études sous la direction du père Giovanni Battista Martini, avec qui il a été lié à sa vie par une profonde amitié. En 1758, à 22 ans, il devient dans sa ville natale maître de chapelle à l'église San Giovanni in Monte et, trois ans plus tard, à l'église Santa Lucia. Il écrit sa première composition, la cantate Il trionfo della gloria, vers 1760. En 1765, il devient membre de l'Académie philharmonique de Bologne, où il sera nommé principe (directeur de l'Académie) en 1774.
En 1766, il voyagea continuellement dans l'Italie du Nord : d'abord à Gènes pour représenter une œuvre (encore inconnue et perdue), puis à Venise pour réviser quelques arias de l'opéra Il cavaliere per amore de Niccolò Piccinni.
En 1769, il se rend à Dresde pour représenter ses deux opéras Le virtuose ridicole et L'amore industrioso. En revenant en Italie, il arrête à Munich pour représenter l'opéra Il maestro.
Quand Christoph Willibald Gluck représente Alceste au théâtre communical de Bologne en 1777, Ottani y participe comme musicien.
De 1777 à 1778, il met en scène ses opéras à Turin, à Rome, à Naples, à Florence et à Venise, ce qui contribue à étendre sa renommée.
En 1779, il s'établit définitivement à Turin, où il assume la charge de directeur du Teatro Regio et, peu après, celle de maître de chapelle de la cathédrale.
Par suite de l'occupation des troupes françaises de Bonaparte, le Teatro Regio ferme en 1798, et Ottani doit renonce à son poste. Il écrit quelques compositions de musique sacrée pour le couronnement de Napoléon en tant qu'empereur.

## Œuvres
Sont connues quinze œuvres d'Ottani (l'année et la ville sont celles de la première représentation) :
- L'amore senza malizia, dramma giocoso, livret de Pietro Chiari, 1768, Venise
- Le virtuose ridicole, dramma giocoso, livret de Carlo Goldoni, 1769, Dresde
- L'amore industrioso, dramma giocoso, livret de Gaetano Casori, 1769, Dresde
- Il maestro, opera buffa, 1770, Munich
- La semplicità in amore, dramma giocoso, 1771, Udine
- L'isola di Calipso, opera seria, 1776, Turin
- Catone in Utica, opera seria, livret de Pietro Metastasio, 1777, Naples
- La sprezzante abbandonata ovvero La finta sprezzante, dramma giocoso, 1778, Rome
- Le industrie amorose, dramma giocoso, livret de Giovanni Bertati, 1778, Venise
- Le nozze della Bita, dramma giocoso, livret de N. Tassi, 1778, Florence
- Fatima, opera seria, 1779, Turin
- La Didone, opera seria, livret de Métastase, 1779, Forlì
- Arminio, opera seria, livret de Nicola Coluzzi, 1781, Turin
- Amaionne, opera seria, livret de Sebastiano Gambino, 1784, Turin
- La clemenza di Tito, opera seria, livret de Pietro Metastasio, 1798, Turin)